# Meckel
Pour les articles homonymes, voir Meckel (homonymie).
Meckel est une municipalité allemande située dans le land de Rhénanie-Palatinat et l'arrondissement d'Eifel-Bitburg-Prüm.

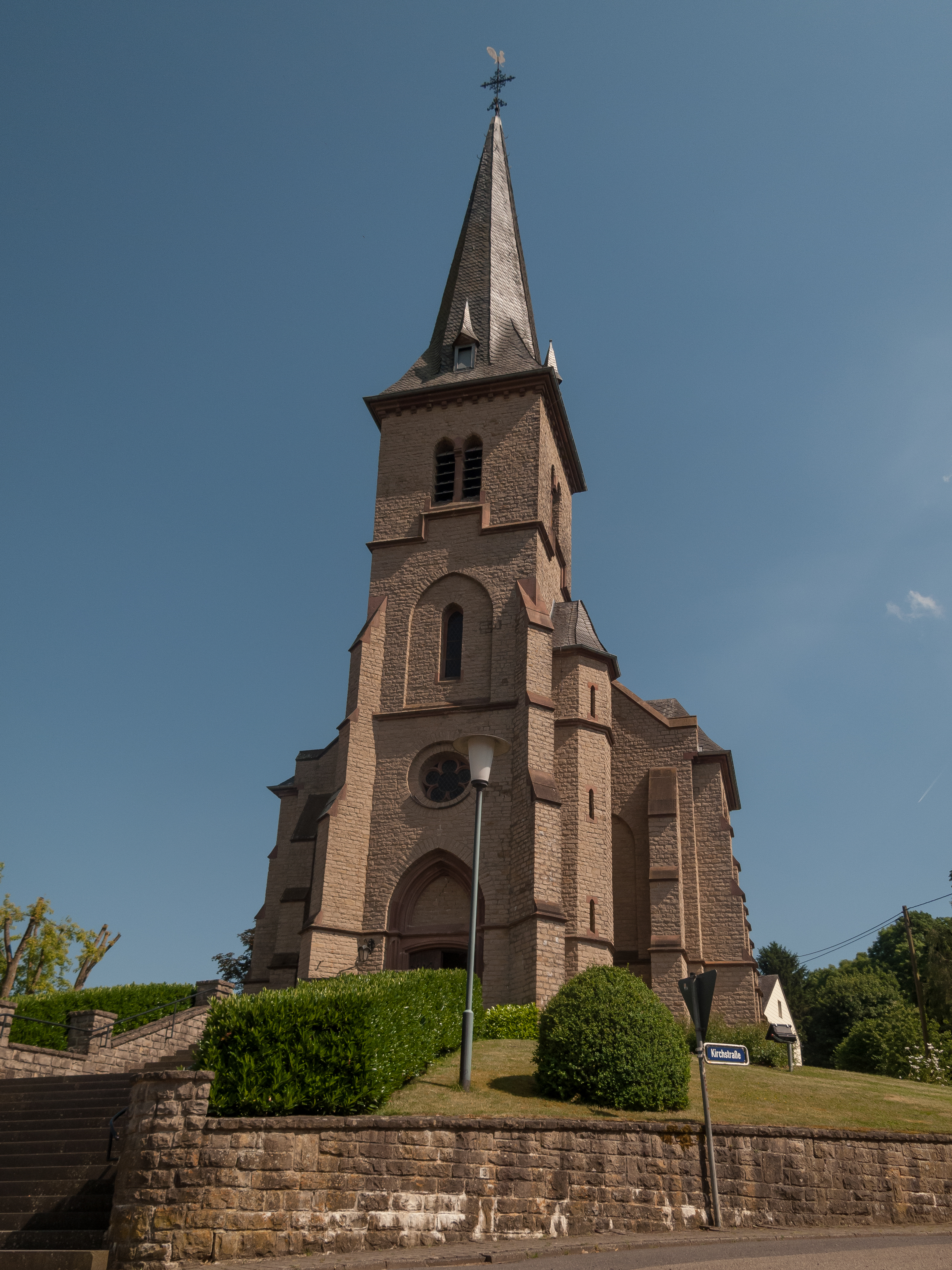
Meckel, église: die katholische Pfarrkirche Sankt Bartholomäus